# Gare centrale d’Östersund
La gare centrale d’Östersund (suédois: Östersund Centralstation) est une gare ferroviaire suédoise à Östersund, sur le bord du lac Storsjön.

## Histoire
La gare est construite selon les plans d’Adolf W. Edelsvärd, qui est né à Östersund. Autour de l’édifice de la gare se trouvent des plantations « anormalement somptueuses ».
Autour de 1880 s’ouvre la ‘’Mellanriksbanan’’, ligne de chemin de fer en croix de la Norrland et du Jämtland; depuis qu'il a été inauguré en 1882 on pouvait voyager en train de Trondheim à Stockholm et à Sundsvall. L’arrivée du chemin de fer fut d'une importance cruciale pour le développement de la Jämtland et a conduit à une expansion majeure pour la ville d’Östersund.

Travaux sur l'extérieur de la gare en 2011.

Le bâtiment principal de la gare est un bâtiment allongé en bois de deux étages. Depuis sa construction initiale, plusieurs bâtiments sont venus s’ajouter au plan de la gare. Jernhusen prend possession de la gare en 2001 et découvre de la pourriture et une fissuration dans la peinture à l'huile des murs. Avec celui de Jernhusen vient le désir du gouvernement provincial pour restaurer les façades. Un des objectifs de la restauration était également de donner à la gare un environnement unifié par la peinture des bâtiments dans une même couleur. En 2009-2010, un programme d'action sera présenté au gouvernement provincial pour un nouveau schéma de couleurs qui suivrait les preuves historiques. Jernhusen offre des suggestions de couleurs suivantes : des surfaces de façades beige pâle avec des ceintures vertes. La restauration inclura la peinture de la façade des murs, les moulures ainsi que les portes et les fenêtres, le remplacement des rideaux de la canopée, la peinture des blasons, l’ajout des feuilles métalliques aux fenêtres, la réparation du stuc de socle, ainsi que la réparation ou le remplacement des gouttières. Ce processus se terminera en 2012.
Le botaniste anglais William Dallimore visite la gare en 1929 et note l'utilisation des panneaux de bouleau d' "une grande qualité" à l'intérieur.